# David Smith (botaniste)
David Cecil Smith (né le 21 mai 1930 à Port Talbot, Galles du Sud et mort le 29 juin 2018) est un botaniste britannique. Smith est surtout connu pour ses recherches sur la biologie de la symbiose. Smith a découvert que les lichens et Radiata (coelentérés) partagent un mécanisme biologique similaire dans le métabolisme des glucides. Des recherches plus poussées par Smith démontrent des processus similaires dans des organismes qui fonctionnent dans une relation symbiotique.

## Biographie
Smith est le plus jeune de deux fils de William Smith, un ingénieur minier, et Elva Deeble qui est enseignante. Le frère de Smith, Frank, est tué au Canada. Son père travaille d'abord comme ingénieur des mines de charbon dans le sud du Pays de Galles, avant d'obtenir un poste de directeur d'une mine de manganèse dans le désert du Sinaï à la suite de la grève générale au Royaume-Uni,. La famille reste dans le désert du Sinaï jusqu'à la fin de la Seconde Guerre mondiale à l'exception de périodes de congé occasionnelles. Au cours d'une de ces périodes, Smith nait et vit dans le désert du Sinaï jusqu'à l'âge de cinq ans, lorsqu'il retourne au Royaume-Uni pour vivre avec ses grands-parents et sa tante, Iris, à Port Talbot où il fréquente l'école primaire.
Quand Smith a dix ans, il est envoyé en pensionnat à la Colston's School, Bristol. Après le retour de ses parents au Royaume-Uni, à Hatch End, à Londres, Smith est transféré à la St Paul's School de Londres pour poursuivre ses études. C'est à l'école St Paul que son intérêt pour le sujet de la biologie commence, lors de voyages sur le terrain. Il postule pour étudier la médecine à l'Université d'Oxford. Cependant, il découvre qu'il peut bénéficier d'une bourse Browne pour étudier la botanique au Queen's College d'Oxford, alors il change de programme. Il obtient un baccalauréat ès arts en botanique, obtenant un honneur de première classe en 1951. Smith suit immédiatement cela avec des recherches de troisième cycle sur les lichens et reçoit un doctorat en 1954.
Smith se marie deux fois, d'abord en 1959 avec la physiologiste des plantes Daphne Osborne, mais ils divorcent en 1962. En 1965, il épouse Lesley Mutch, une médecin et épidémiologiste écossaise et ils ont trois enfants ensemble, appelés Bryony, Adam et Cameron. À sa retraite, la famille retourne à Morningside à Édimbourg en 2000,.

## Carrière
Smith obtient son doctorat en philosophie en deux ans, car son service national est imminent. Il passe ce temps en Allemagne et rejoint le Corps du renseignement pour faire des recherches sur la guerre nucléaire. À son retour du service national, il est nommé à une bourse de recherche au Queen's College d'Oxford avant de se rendre aux États-Unis dans le cadre d'une bourse Harkness pour mener des recherches à l'Université de Californie à Berkeley,.
Smith retourne au Royaume-Uni pour occuper un poste de professeur d'université au Département des sciences agricoles de l'Université d'Oxford. Smith est ensuite nommé chercheur principal de la Royal Society au Wadham College d'Oxford de 1964 à 1971. De 1971 à 1974, Smith occupe ce poste dans le même collège en tant que Tutorial Fellow (un grade universitaire supérieur d'Oxford), suivi par Admissions Tutor dans le même collège.
En 1965, il rejoint le comité de rédaction de la revue de sciences végétales New Phytologist. Peu de temps après, il devient rédacteur en chef pendant 17 ans, et continue en tant que rédacteur en chef et administrateur jusqu'à la fin des années 1990.
De 1974 à 1980, Smith occupe la chaire Melville Wills de botanique à l'Université de Bristol. Il revient à une position à Oxford en 1980 comme Professeur Sibthorpian d'Économie Rurale appelé ainsi en l'honneur de John Sibthorp. Il est également directeur du Département des sciences agricoles.
Entre 1987 et 1994, Smith est recteur de l'Université d'Édimbourg. De 1994 à septembre 2000, il est président du Wolfson College . Il devient membre honoraire du Wadham College en 2002.
Il est un partisan d'Humanists UK.
Il est membre du conseil consultatif de la campagne pour la science et l'ingénierie.

## Honneurs et récompenses
Smith reçoit un doctorat honorifique de l'Université Heriot-Watt en 1993 . Il est élu membre de la Royal Society en 1975 et est secrétaire de 1983 à 1987,. Il est fait chevalier en 1986. Smith reçoit la Médaille linnéenne de la Linnean Society et est président de la société de 2000 à 2003. En 2003, il reçoit la médaille Acharius de l'Association internationale de lichénologie.